# 王勇 (篮球运动员)
王勇（1986年11月11日—），中国篮球运动员，前锋。曾效力于上海大鲨鱼队。